# مود مورغان
مود مورغان (بالإنجليزية: Maud Morgan)‏ هي رسامة أمريكية، ولدت في 1 مارس 1900 في نيويورك في الولايات المتحدة، وتوفيت في 14 مارس 1999 في كامبريدج في الولايات المتحدة.